# 埃爾法爾山
42°1′16.62″N 2°32′11.31″E / 42.0212833°N 2.5364750°E

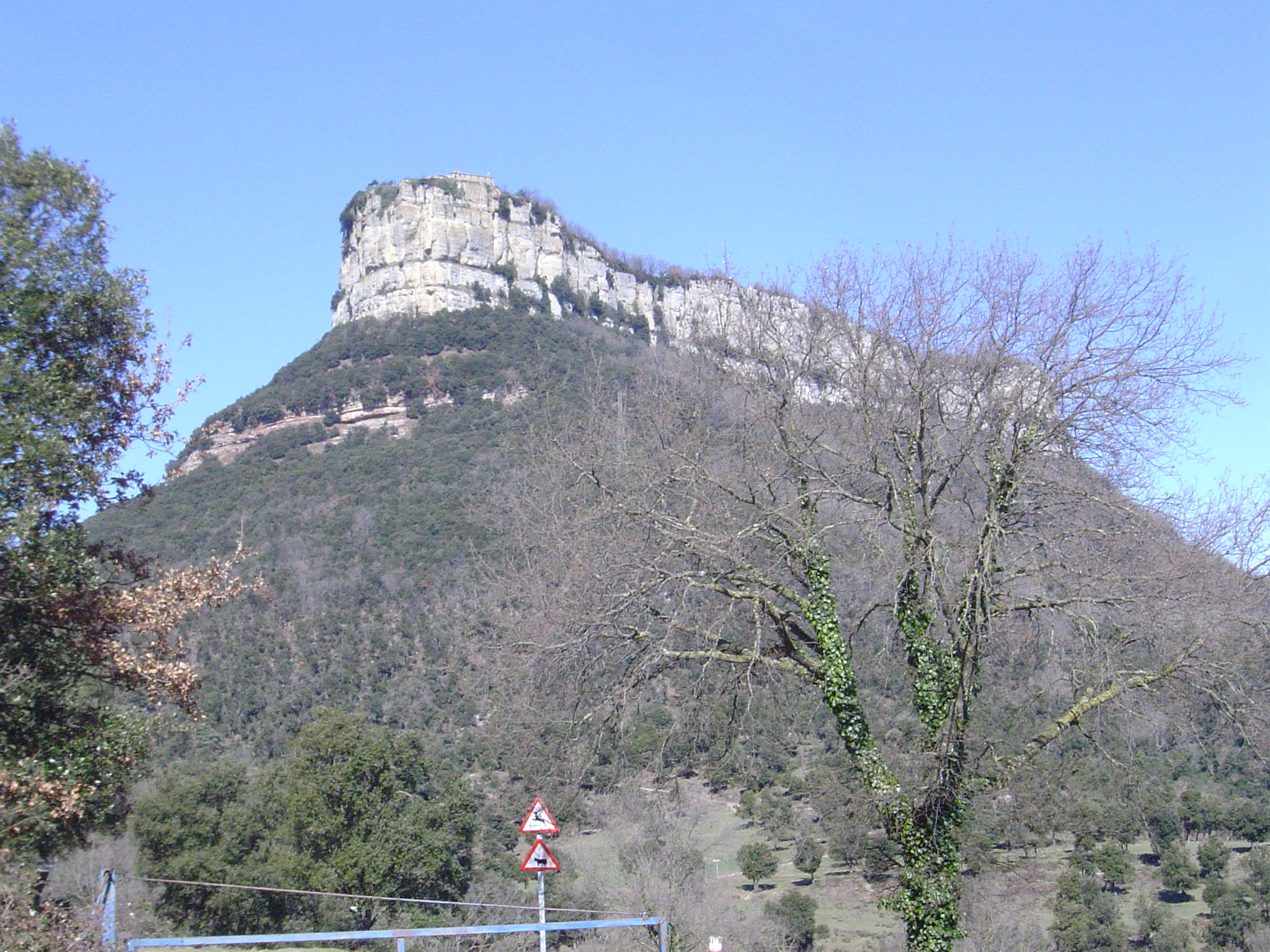

埃爾法爾山，是西班牙的山峰，位於該國東北部加泰羅尼亞，處於蘇斯克達，屬於吉萊里斯山的一部分，海拔高度1,122.8米，該山峰的頂部建有教堂。